# Alacahöyük
Alacahöyük (anche Alaca Höyük, Euyuk o Evuk) è un comune della Turchia sito nel distretto di Alaca, nella provincia di Çorum.Costituisce un sito archeologico neolitico ed ittita di grande importanza. Dista 17 chilometri da Alaca e 51 da Çorum.Si trova a nord-est di Boğazkale, centro moderno corrispondente all'antica capitale ittita di Hattuša.

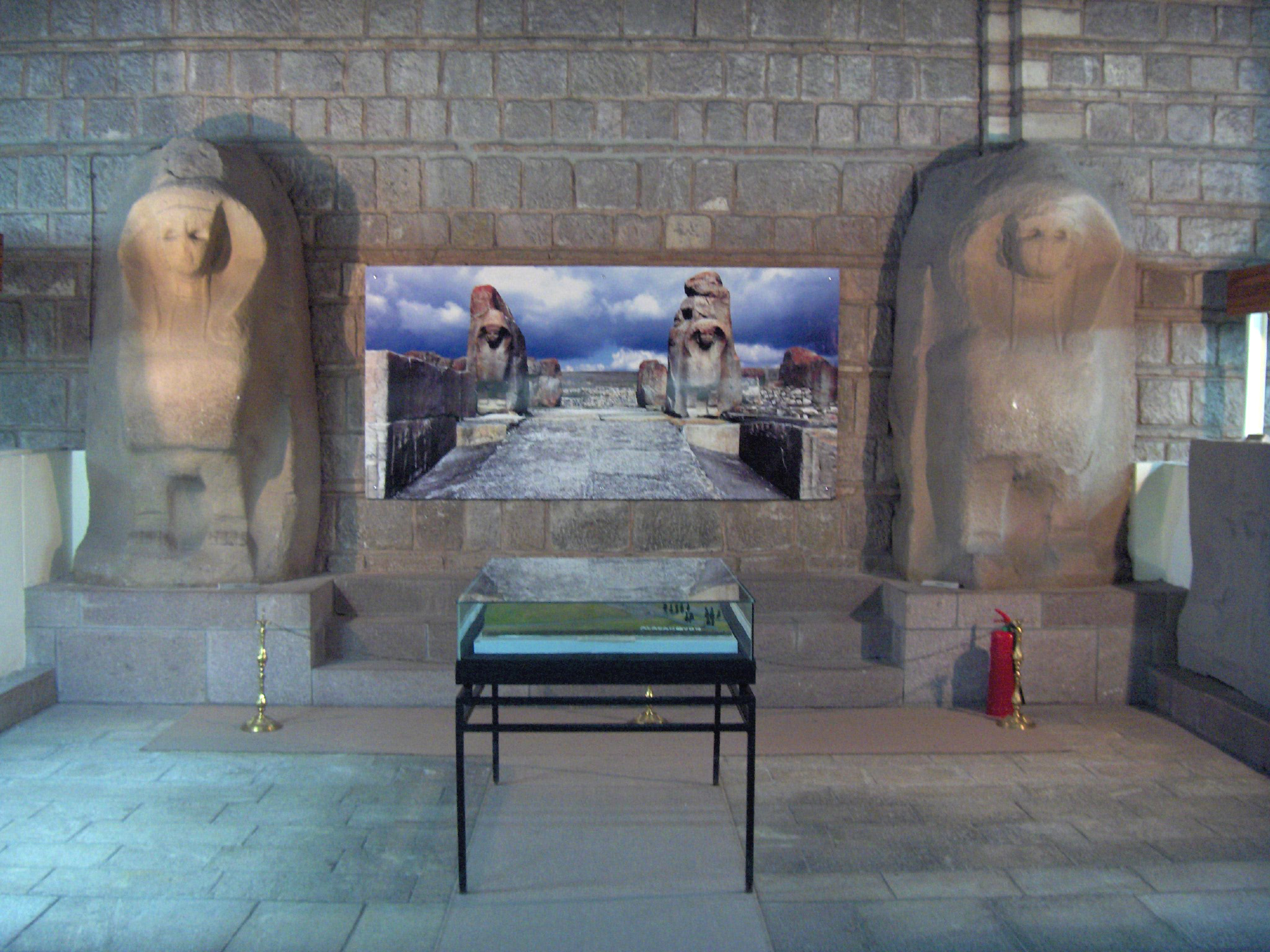
La porta delle Sfingi di Alacahöyük presso il museo di Ankara

Il suo nome in lingua ittita è sconosciuto anche se si ipotizza potesse trattarsi di Arinna, Tawiniya o Zippalanda importanti centri religiosi dell'impero ittita.

## Storia
Alacahöyük è stata la sede di una sequenza continua di insediamenti fin dal Calcolitico quando i primi manufatti in rame fecero la loro comparsa accanto a quelli in pietra. Il sito è stato abitato ininterrottamente da allora fino all'attuale piccolo villaggio. Durante l'età del Bronzo Antico il sito fu il centro di una fiorente cultura hattica, tuttavia i resti architettonici più evidenti e più caratteristici, come la "Porta delle Sfingi", risalgono al periodo ittita che seguì quello hattico, dal XVII al XII sec. a.C.
All'antico insediamento hattico risalgono importanti testimonianze dell'arte anatolica del tempo, ritrovati in tredici pozzi scavati nella roccia: le "Tombe reali" (EBII, circa 2350-2150 a.C.) di Alacahöyük, che contenevano i defunti in posizione fetale e rivolti verso sud. Questi erano riccamente adornati con fibule d'oro, diademi, e fibbie di cinture con figure a sbalzo in foglia d'oro.
Tra gli altri manufatti vi sono preziose coppe d'oro e di elettro con piedistallo ed altre stoviglie preziose ed inoltre idoli, amuleti, gioielli, diademi, bracciali, collane, fibbie per cinture in oro, elettro, ottone o bronzo. Questi oggetti dimostrano una grande originalità e padronanza tecnica.

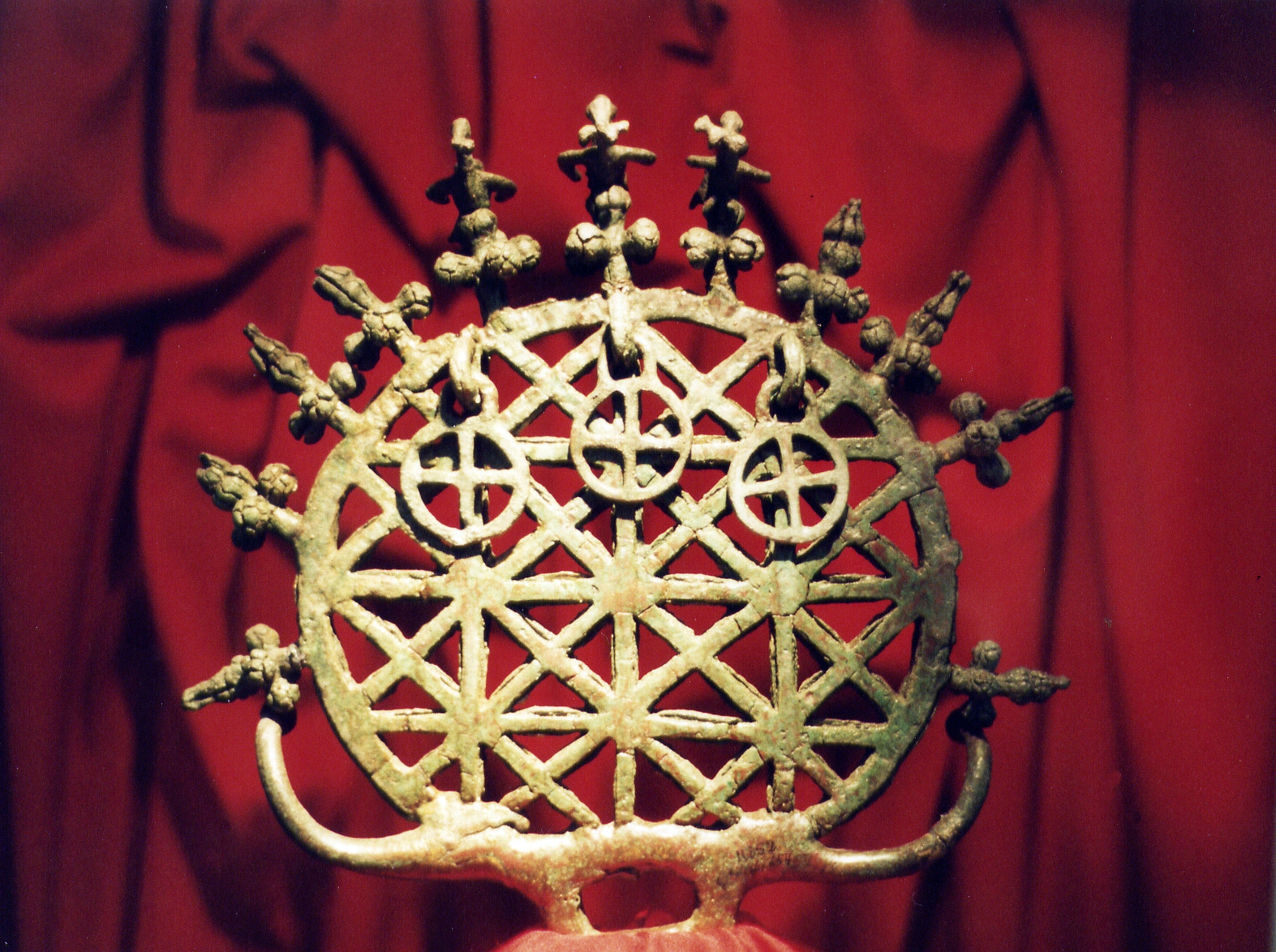
Cerchio con rete e croci, forse simbolo solare, trovato ad Alacahöyük

Tori e cervi sono fra le immagini più comunemente rappresentate in questi oggetti, chiamati anche "animali stendardo". Altre forme frequenti in questi manufatti sono i cerchi, semi-cerchi o quadrati che racchiudono intrecci di barre, con croci centrali e svastiche. In questi oggetti sono stati ravvisati dischi solari. "Animali stendardo" e dischi solari sono interpretati in modi diversi da due diverse scuole di pensiero. Per la prima, questi oggetti sarebbero "oggetti religiosi", che rappresentano i primi dèi della civiltà dei Hatti ed il disco solare sarebbe una rappresentazione della dea del sole. Per la seconda, questi oggetti, che sono stati ritrovati associati a crani di bovini posti sulle tombe, sarebbero ornamenti funebri tipici di quella cultura, forse appartenenti a carri lignei sepolcrali in cui era posto il defunto. Dopo la dissoluzione delle parti lignee, crani ed "oggetti stendardo" sarebbero ciò che rimane di quel tipo di sepoltura.
La ricchezza degli oggetti ritrovati in questi sepolcri fa ritenere che si tratti di tombe di principi o almeno di alti funzionari, da cui il nome di "tombe reali". Leonard Woolley ha trovato che le Tombe Reali "sembrano appartenere alla fine di un periodo, come indicato da uno strato di distruzione e di ceneri della cittadella. La cultura che gli oggetti delle tombe illustrano non prosegue nella successiva fase storica, la fase di Kanesh".
Durante il periodo ittita (1700-1180 a.C. circa) il sito fu sede di una comunità fiorente che prosperò fino alla fine dell'età del bronzo. Anche se non è stato ancora possibile identificare il nome di questo centro ittita, i dati archeologici sembrano confermare che si trattasse di un importante centro religioso, forse la città di Arinna.
In effetti fra gli ortostati ritrovati nel sito, uno, nei pressi della Porta delle Sfingi, presenta bassorilievi che descrivono lo svolgimento di un rituale religioso: a sinistra il Re e la Regina adorano un toro circondato da sacerdoti, giocolieri e animali sacrificali, a destra si trovano figure che potrebbero rappresentare la dea del sole di Arinna con alcuni adoratori. Lungo il limite orientale dell'antico insediamento si trova la base di un edificio di grandi dimensioni 20 x 80 m interpretato come un tempio, piuttosto che come un palazzo (seguendo gli esempi degli scavi a Hattuša). 
Anche durante il successivo periodo frigio si trovano segni di una fiorente comunità.

## Archeologia
Il sito, conosciuto da lungo tempo, fu indagato brevemente per la prima volta nel 1907 dall'archeologo ottomano Theodor Makrid Bey. Nel 1910 un gruppo tedesco scoprì le tombe reali risalenti al III millennio a.C., così come una città ittita del II millennio a.C. il cui ingresso è segnato dalla Porta delle Sfingi, imponente portale di pietra circondato da rilievi in pietra. La città era pesantemente fortificata con mura e torri a causa delle frequenti incursioni dei popoli Kaska che vivevano nelle regioni montagnose a nord.
Gli scavi furono ripresi nel 1935, continuando fino al 1970.  
Furono riportati alla luce molti manufatti, anche precedenti l'epoca degli Ittiti, con la prima occupazione del sito risalente al quarto millennio a.C. e tombe del terzo millennio a.C. 
Il lavoro presso il sito è ripreso nel 1994.

### La diga
Il 23 settembre 2006 è stata riattivata una diga risalente al 1240 a.C. Secondo quanto riportato nelle antiche tavolette ittite, un prolungato periodo di siccità colpì l'Anatolia in quel periodo costringendo il re Tudhaliya IV ad importare grano dall'Egitto per evitare la carestia. A seguito di ciò, per poter affrontare i futuri periodi di siccità, il re ordinò che fossero costruite numerose dighe in tutta l'Anatolia centrale; una di queste è la diga di Alacahöyük che fu dedicata alla dea Hebat. Tutte le dighe lentamente si interrarono e si disattivarono, a parte quella di Alacahöyük che si è mantenuta efficiente perché la fonte dell'acqua si trova proprio all'interno del serbatoio della diga, che così non è stato riempito dai detriti portati da un immissario.